# Puerto Madryn Rugby Club
El Puerto Madryn Rugby Club (PMRC) es un club de rugby y hockey de Puerto Madryn, Chubut, Argentina, miembro de la Unión de Rugby del Valle de Chubut y de la Asociación de Hockey del Valle de Chubut.

## Historia
En 1973 un puñado de jóvenes madrynenses se agruparon con la idea de fundar el primer club de rugby de la ciudad. Entre ellos se encontraban Mariano Van Gelderen, Ángel Coustet, Guillermo Paats, Pedro Zudaire, Víctor Iglesias, Daniel Vicente, Carlos Góngora, Jorge Pérez y Guillermo Daruiz. El 14 de mayo de 1974 se constituyó la primera Comisión Directiva, con la idea de redactar los estatutos sociales y dirigir los destinos del club, habiendo sido elegido como primer presidente el Sr. Edgardo Ferrari. El 24 de junio de ese mismo año las autoridades provinciales le otorgaron al club su reconocimiento oficial mediante el decreto N.º 1027/74. A partir de esa fecha, la institución ha mantenido un marcado crecimiento tanto en lo deportivo como en lo social, siendo reconocida como una de las más importantes de la Patagonia.
En marzo de 1994 la categoría M-18 de rugby protagonizó la que sería la primera gira internacional del club: South Afrika '94. Luego de la mencionada, otras dos categorías juveniles del club protagonizaron sendas giras por Nueva Zelanda.

## Jugadores que vistieron otras camisetas
Por su situación geográfica, muchos jóvenes que iniciaron sus pasos en el rugby en el PMRC emigraron a otras ciudades para iniciar estudios universitarios o comenzar proyectos laborales. Los siguientes son algunos de los que se han destacado en otros clubes argentinos y extranjeros:
- Nicolás D'Addonna, Hindú Club
- Gonzalo Mengoni, Rugby Jesi ’70 (Serie C) / Union Rugby Viterbo (Series B y C) - Italia
- Bautista Mengoni, Rugby Colorno (Serie B) - Italia
- Santiago Mestre, Rugby Jesi ’70 (Serie C) - Italia
- Nicolás Wargon, Asociación Alumni / Atlantique Stade Rochelais (Pro D2) - Francia / Amatori Catania (Top 10) - Italia
- Guillermo Faimberg, La Plata Rugby Club
- Agustín Pérez Michelena, La Plata Rugby Club
- Nicolas Griffiths, La Plata Rugby Club
- Alejandro Rocha, Asociación Alumni / Pumas 7´s 2017 / La Plata Rugby Club
- Samuel Irurzun, Asociación Alumni
- Juan Ulibarri, Hindú Club
- Bautista Guerra, Akra Barbara Rugby Club
- Stefano Ceccato, Hindú Club
- Pedro Mestre, Hindu club
- Ramiro Fookes, Bigornia CLub
- Lucas Damián Fernández, La Plata Rugby Club
- Joaquín Esteban Fernández, La Plata Rugby Club

## Palmarés
Hockey femenino (últimos torneos):
Campeonato Regional de Clubes "A" Patagonia: 2017. Ascenso a Liga Nacional "A" Hockey 2018.
Torneo 4 Provincias Copa Neuquén: 2019.
Copa de Campeones: 2019.
Torneo Apertura: 2010, 2017, 2018, 2019, 2022, 2024.
Torneo Oficial: 2015, 2016, 2017, 2022, 2023. 
Rugby últimos torneos:
- Torneo Austral de Rugby: 2002, 2014.[1]
- Torneo Oficial URVCH: 2007, 2017, 2022, 2024.
- Torneo Jorge "Papuchi" Ragonesi: 2017.